# Nikola Zaninović
Nikola Zaninović (Stari Grad, 1878. – Portland, 1942.) je bio hrvatski i američki operni pjevač i glazbeni pedagog.
Rodio se u Starom Gradu na otoku Hvaru. Već s 15 godina je otišao zbog loših gospodarskih uvjeta (vidi Vinska povelja, filoksera) iz Hrvatske u SAD, kao i brojni tadašnji dalmatinski Hrvati. Nastanio se u Portlandu u saveznoj državi Oregonu. Ondje je živio i radio teške poslove s rodbinom, koja je vrlo brzo otkrila da Zaninović dobro pjeva te su mu preporučili neka školuje svoj glas. 
Krenuo je s učenjem pjevanja u Portlandu, a nastavio u New Yorku. Ključni trenutak se zbio u tom gradu kada se susreo s Milkom Trninom, koja je shvatila koliki je kapacitet Nikola Zaninović i da se njegov pjevački razvoj ne smije zaustaviti na malim razinama. Preporučila mu je da nastavi školovanje svog pjevanja u Italiji.
1905. je snimio svoje izvedbe brojnih hrvatskih pjesama na ondašnjem gramofonskoj ploči, koje su doživile dobru prodaju.
Već 1911. je dobio ulogu u Italiji, u operi Lucia di Lammermoor (skladatelja Gaetana Donizettija).
S obzirom na to da je bio u Italiji, rodna Hrvatska mu već nije bila daleko te je 1912. posjetio rodni Stari Grad. Održao je nekoliko koncerata, u Visu (u dvorani Hrvatskog doma), Starom Gradu, Splitu, Zadru itd. O njegovim se nastupima pisalo u novinama. 
Veličanstvenost njegovih nastupa bila je i u tome što su ih klavirskom pratnjom uveličali Blagoje Bersa i Antun Dobronić.
Dok je nastupao po Americi, promicao je hrvatsku glazbenu baštinu izvodeći djela hrvatskih autora Josipa Hatzea, Ružića, Novaka, Ivana pl. Zajca itd.
Pred prvi svjetski rat je dobio angažman u njemačkoj operi u Pragu, a početkom rata se vratio u SAD.
Nakon prvog svjetskog rata je bio dijelom glazbene pratnje Ivana Meštrovića na njegovim nastupima po SAD-u.
Budući se razbolio i više nije mogao podnositi turneje, okrenuo se pedagoškom radu te je vodio studio u New Yorku. S pedagoškim radom u studiju je nastavio u Portlandu.
Umro je 1942. u istom gradu, gdje je i pokopan.